# Dahlbominus
Dahlbominus is een geslacht van vliesvleugeligen uit de familie Eulophidae. De wetenschappelijke naam van dit geslacht is voor het eerst geldig gepubliceerd in 1945 door Hincks.

## Soorten
Het geslacht Dahlbominus is monotypisch en omvat slechts de volgende soort:
- Dahlbominus fuscipennis (Zetterstedt, 1838)